# Shīvehjū
Shīvehjū (persiska: شیوه جو) är en ort i Iran.   Den ligger i provinsen Västazarbaijan, i den nordvästra delen av landet, 500 km väster om huvudstaden Teheran. Shīvehjū ligger 1 283 meter över havet och antalet invånare är 124.
Terrängen runt Shīvehjū är huvudsakligen kuperad, men västerut är den bergig. Shīvehjū ligger nere i en dal.Runt Shīvehjū är det ganska tätbefolkat, med 80 invånare per kvadratkilometer. Närmaste större samhälle är Vāvān, 6,4 km söder om Shīvehjū. Trakten runt Shīvehjū består i huvudsak av gräsmarker.